# Euxoa luteola
Euxoa luteola är en fjärilsart som beskrevs av Smith 1887. Euxoa luteola ingår i släktet Euxoa och familjen nattflyn. Inga underarter finns listade i Catalogue of Life.